# 인크로스
인크로스(Incross Co. Ltd.)는 대한민국의 검색광고 기업이다. 본사는 서울특별시 관악구 남부순환로 1926 (경동제약빌딩 5층,8층)에 위치해 있으며 대표이사는 손윤정이다.

## 상장
2016년 10월 31일에 공모가 43,000원에 코스닥 시장에 상장하였다. 

## 참고 문헌
1. ↑  인크로스, 3분기 영업익 39억…전년비 35% 하락, 엘씨뉴스, 2023.11.05
2. ↑  손윤정 인크로스 대표 “경기 어려우면 검색광고가 뜬다… SK그룹과 시너지 확대”, 조선비즈, 2023.08.04